# 大槌島
大槌島（おおづちじま）は瀬戸内海に浮かぶ無人島。島の中心に県境が通っており、北側は岡山県、南側は香川県である。岡山県側に大鎚神社がある。

## 地理
備讃瀬戸に位置し、北側（岡山県側）は日比灘、南側は大槌瀬戸（香川県側）と呼ばれる海域である。また、この海域は本州と四国の距離が最も狭まる部分であり、この島自体も本州・四国のいずれからもほぼ中間に位置している。
全体がいわゆるおにぎり型と呼ばれる円錐状をした山であり、平地が存在しない無人島である。

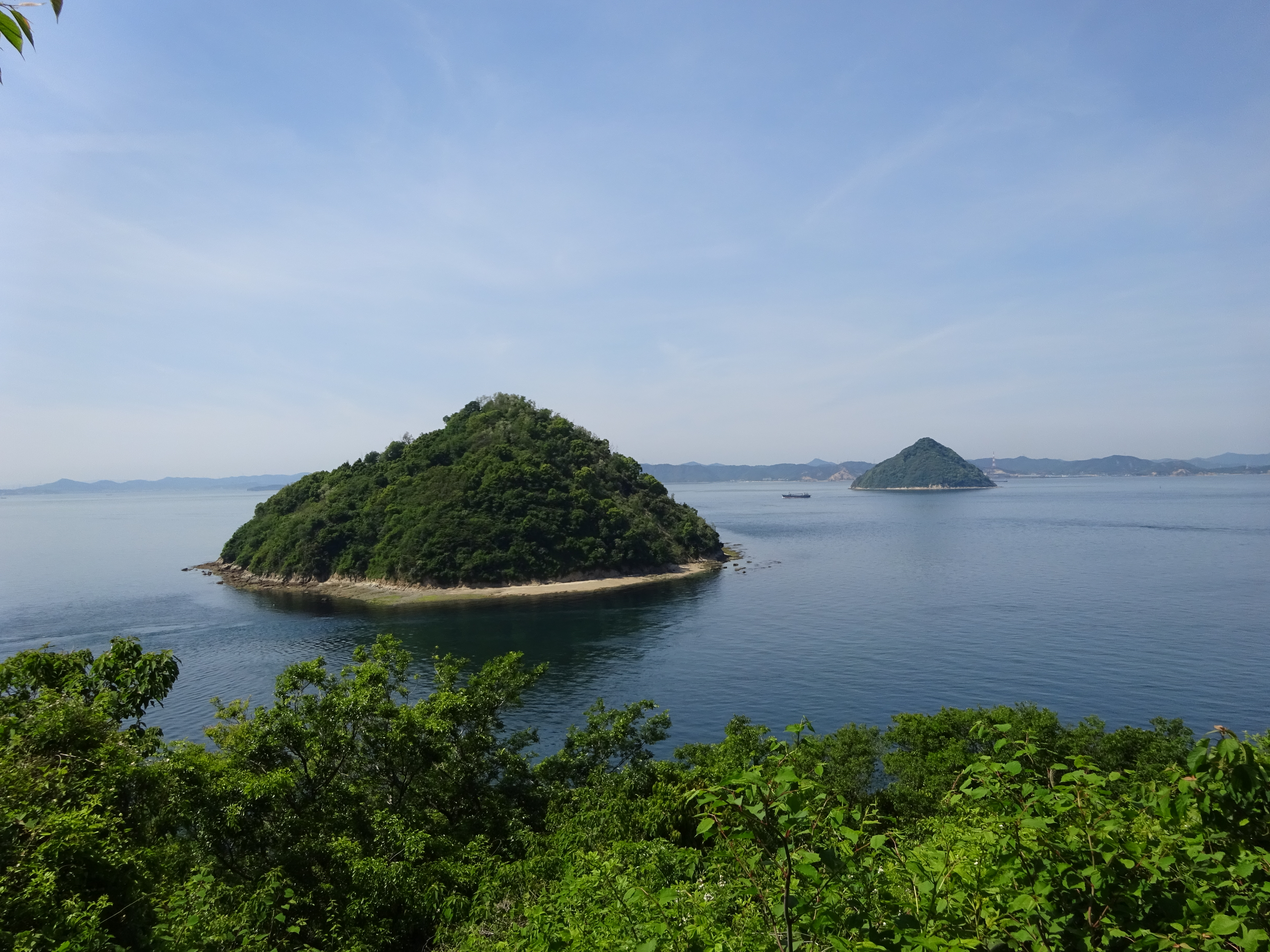
大槌島（奥）、小槌島（手前）

## 行政
岡山県側は玉野市日比五丁目、香川県側は高松市亀水町に属している。

## 歴史
大槌島の周囲は東を「大曽の瀬」、西を「西の瀬」と呼ばれる広大なサワラの産卵場として良好な漁場であり、古来から備前国（岡山県）日比、利生、渋川三カ村と讃岐国（香川県）香西、直島のそれぞれ漁師が漁場としていた。
島の周辺が好漁場であったため古くから領有権争いが絶えず島内に県境があるのもその名残である（井島の島内にも岡山県と香川県の県境がある）。
岡山藩と高松藩の間でこの島の領有権を巡る紛争が発生したが、享保17年9月21日（西暦1732年11月8日）に幕府の勘定奉行が下した判決により決着した。その内容は、元来、この島の領有権を確定付ける根拠は存在しなかったことを認めた上で、双方がこの海域で獲った魚介類を幕府に献上していたことも事実であり、島の位置は讃岐寄りであるが島の備前側の北側斜面には備前日比村の者が開いた畑があることを考慮したものであった。これによって島の中心に両国の境界を設けることにより、その東方に位置する漁場を備前と讃岐で等しく二分することとした。

## 民話
大槌島に纏わる民話や伝説は複数存在し、後述の「樽流し伝説」の他には、竜や大蛇に関する伝承が目立つ。

### 樽流し伝説
大槌島以西の境界を決定する際に大きく尽力した菅野彦九郎の一事に関する伝説として「樽流し伝説」というものが存在し、主に岡山県側の倉敷市児島などで語られている。これは大槌島以西の島々の境界を決める際に、備前側の菅野彦九郎が大槌島から樽を流してその海流によって境を決めようと発案し、幕府の検分役立会いのもと樽を流したが、潮流が事前に行っていた実験時のそれとは大きく異なり、その時間の潮流を読んでいた讃岐側に有利な結果になったと言うものである。現在これらの島々のほとんどが香川県であることに鑑みたもので、当時の備前側に有利な結果を出そうとした彦九郎の後悔と不覚をベースとして、主に讃岐側を悪知恵の利いた悪者として語られる。
ただし、これは備前側海域の狭さを嘆いた後世の児島・下津井側の創作であることが指摘されている。実際にはこれらの島々を範疇とする塩飽諸島が高い造船力、操舵力、軍事力を背景に勢力を拡大した結果であり、後の江戸幕府もこの島々による異例の高度な自治を認め、讃岐国に属しながらも事実上はいずれ国にも属さない治外法権のような島々であった。これが明治維新により元来、讃岐国に属していた塩飽諸島がそのまま香川県に引き継がれ、現在に至っている。